# Peter Mosely
Peter Michael Mosely (né le 6 juin 1980 aux États-Unis) est un musicien américain, connu pour avoir composé pour le groupe alternatif/punk rock Yellowcard à la basse, au clavier et chœurs jusqu'à son départ en 2007. Il joue désormais de la guitare, du clavier et chante dans le groupe Inspection 12.

## Inspection 12
En décembre 1995, Peter est devenu le quatrième membre d'Inspection 12 en tant que deuxième guitare et choriste.

## Yellowcard
En 2002, le premier bassiste de Yellowcard, Warren Cooke, quitte le groupe pour raisons personnelles. Le groupe fait alors appel à un ancien ami, Pete Mosely d'Inspection 12 pour le remplacer.
Pendant l'enregistrement d'Ocean Avenue, Moseley décide de partir en raison de problèmes personnels. Le groupe commence alors à chercher un nouveau bassiste et trouve Alex Lewis. Au milieu de la tournée pour Ocean Avenue, Pete Mosely demande à revenir dans le groupe. Ayant pris intégralement part dans l'écriture de l'album et étant ami avec les membres du groupe depuis le lycée, le groupe demande à Alex Lewis de partir. Pete reprend alors sa place de bassiste.
Le 17 octobre 2007, Pete Mosely annonce officiellement son départ pour "voguer vers d'autres horizons" et précise qu'il "continuera de soutenir Yellowcard".